# Sandworm
Um verme da areia (em português:  verme de areia) é uma criatura extraterrestre fictícia que aparece na série de livros Duna, escritos por Frank Herbert, e introduzidos pela primeira vez no livro de 1965.
Os vermes da areia são criaturas colossais, semelhantes a vermes, que vivem no planeta desértico Arrakis. Suas larvas produzem uma droga chamada melange (conhecida coloquialmente como "a especiaria"), a mercadoria mais essencial e valiosa do universo porque torna possível uma viagem interestelar segura e precisa. Depósitos de melange são encontrados nos mares de areia de Arrakis, onde os vermes da areia vivem e caçam, e colher a especiaria da areia é uma atividade perigosa porque os vermes da areia são agressivos e territoriais. Os veículos de coleta devem ser transportados por via aérea para dentro e para fora do mar de areia para evitar ataques de vermes da areia. A luta pela produção e fornecimento de melange é um tema central da saga Duna. Os vermes da areia são reverentemente chamados de Shai-Hulud pelos Fremen indígenas do planeta, que os adoram como agentes de Deus cujas ações são uma forma de intervenção divina.